# Francisco Lopes Santos
Francisco José Ribeiro Lopes dos Santos, mais conhecido como Francisco Lopes Santos (Angola, 17 de maio de 1962) é um ex-atleta de dupla nacionalidade (angolana e portuguesa) que representou Angola em diversas competições internacionais.

## Biografia
Desde muito jovem que Francisco Santos se dedicou à prática desportiva, obtendo vários títulos de Campeão Nacional em natação (consecutivamente de 1972 a 1980) e xadrez (1977 e 1979). Representou o país várias vezes a nível internacional, destacando-se os Jogos Pan-Africanos de 1978 na Argélia, a Universíada de Verão de 1979 na Cidade do México, a VII Spartakiada da União Soviética de 1979 em Moscovo  e os Jogos Olímpicos de Verão de 1980 em Moscovo .
Em Portugal, manteve a prática desportiva na natação, tendo praticado também pólo aquático e terminou a sua carreira a praticar pentatlo moderno.[carece de fontes?]
Foi homenageado pelo Comité Olímpico Angolano, em 2014, por ser um dos primeiros embaixadores olímpicos angolanos .

## Desempenho em Jogos Olímpicos
| Edição       | Evento                    | Tempo   | Posição |
| ------------ | ------------------------- | ------- | ------- |
| Moscovo 1980 | 100 m bruços              | 1:18.95 | 22º     |
| Moscovo 1980 | Estafetas 4x100 m estilos | 4:35.11 | 11º     |